# Heinz Jost
Heinz Jost (Bad Hersfeld, 9 luglio 1904 – Bensheim, 12 novembre 1964) è stato un militare, agente segreto e criminale di guerra tedesco delle SS. Fu coinvolto in questioni di spionaggio come capo dell'ufficio VI della sezione Sicherheitsdienst (SD) della Direzione generale per la Sicurezza del Reich. Fu responsabile del genocidio nell'Europa orientale come comandante dell'Einsatzgruppe A da marzo a settembre 1942. Dopo la sconfitta della Germania, Jost fu processato e condannato, morì nel 1964.

## Biografia
Heinz Jost nacque nell'Assia settentrionale a Bad Hersfeld nel 1904, da una famiglia cattolica e nazionalista della classe media. Heinrich Jost, il padre di Heinz, fu un farmacista e in seguito divenne un membro del NSDAP. Jost frequentò il liceo a Bensheim, diplomandosi nel 1923. Da studente divenne membro, e infine leader, del Jungdeutsche Orden (Ordine dei Giovani Tedeschi), un movimento paramilitare nazionalista. Jost studiò giurisprudenza ed economia presso le Università di Giessen e Monaco di Baviera. La carriera legale di Heinz iniziò come dipendente pubblico impiegato in Assia, in seguito lavorò nel tribunale distrettuale di Darmstadt.

### Carriera
Jost si unì al partito nazista il 2 febbraio 1928, numero di iscrizione 75946. Svolse varie funzioni per le operazioni del partito nell'Assia meridionale. Dal 1930 si stabilì come avvocato indipendente a Lorsch; dopo la presa del potere nazista nel marzo 1933, Jost fu nominato Direttore della Polizia nella città di Worms e poi Direttore della polizia di Giessen. In questo periodo nacque la sua associazione con Werner Best, che portò Jost nella principale agenzia di intelligence e sicurezza nazista, la Sicherheitsdienst.
Il 25 luglio 1934 Jost iniziò la sua carriera a tempo pieno con l'SD. Il suo numero di iscrizione nelle SS fu 36243. Nel maggio 1936, Jost fu promosso nell'ufficio principale dell'SD a capo del Dipartimento III (Servizi di intelligence stranieri). Nel 1938 Jost era a capo dell'Einsatzgruppe Dresden che occupava la Cecoslovacchia. Nell'agosto del 1939 Jost fu incaricato da Reinhard Heydrich di ottenere le uniformi polacche necessarie per l'attacco sotto falsa bandiera alla stazione di Gleiwitz.
Quando l'Ufficio RSHA fu istituito nel settembre 1939, Jost fu nominato capo dell'Amt VI Ausland-SD (intelligence straniera). Uno degli scopi principali dell'Amt VI era contrastare i servizi di intelligence stranieri che avrebbero tentato di operare in Germania. Prestò anche servizio come ufficiale delle SS nell'invasione tedesca della Polonia nel 1939.

## Comandante delle Einsatzgruppe
La carriera di Jost soffrì il legame con Werner Best, rivale di Reinhard Heydrich. Best perse la lotta per il potere con Heydrich che diventò uno degli uomini più potenti dello stato nazista. Nel marzo 1942, Jost fu licenziato dalla sua posizione di capo dell'Ausland-SD. Il posto di Jost fu preso dal SS-Brigadeführer Walter Schellenberg. Heydrich affidò a Schellenberg il compito di costruire un caso per la rimozione di Jost. Secondo Schellenberg, Jost era privo di abilità e guida burocratica.
Jost fu inviato al comando dell'Einsatzgruppe A, il cui precedente comandante Franz Walter Stahlecker fu ucciso in una battaglia con i partigiani. L'Einsatzgruppe A operava allora negli Stati baltici e in Bielorussia. Jost divenne Befehlshaber der Sicherheitspolizei und des SD (Comandante della polizia di sicurezza e dell'SD) nel Reichskommissariat Ostland, con sede a Riga e mantenne questa posizione fino al settembre 1942. Secondo Jost, questa posizione aveva una responsabilità sostanziale:
Durante il periodo in cui il territorio sotto la sua giurisdizione fu soggetto al controllo dell'esercito, Jost come capo dell'Einsatzgruppe A cooperò con il comando dell'esercito. Quando il territorio passò sotto l'amministrazione civile, lui, in qualità di comandante in capo della polizia di sicurezza e dell'SD, ricevette i suoi ordini dalle SS e dal capo della polizia Friedrich Jeckeln. In entrambi i casi Jost fu responsabile di tutte le operazioni condotte nel suo territorio.
Dopo il suo ruolo al comando Einsatzgruppen, Jost fu in grado di assicurarsi una posizione con l'amministrazione di occupazione per i territori orientali gestita da Alfred Rosenberg, dove agì come ufficiale di collegamento tra Rosenberg e il comandante della Wehrmacht nella Russia meridionale, Ewald von Kleist. Al suo successivo processo, Jost affermò di aver ricoperto questa posizione fino al maggio 1944, quando a causa dell'inimicizia con Heinrich Himmler, fu costretto ad arruolarsi nelle Waffen-SS come sottotenente: Himmler decise nel gennaio 1945 che Jost fosse messo a riposo dalle SS con una pensione.

## Processo e condanna

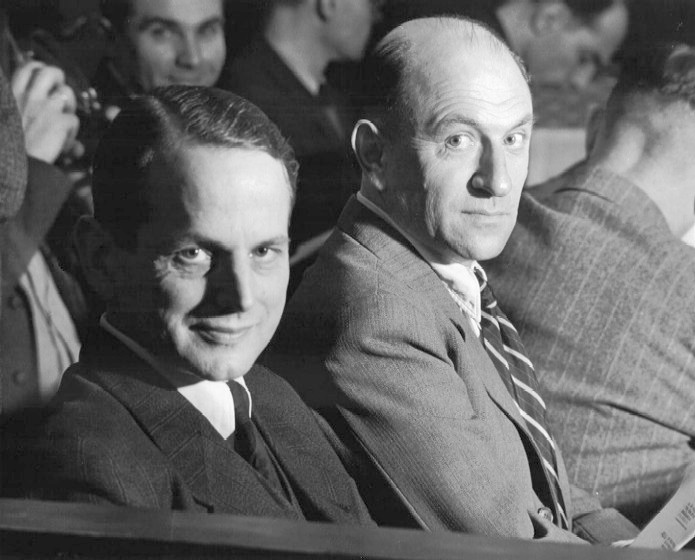
Otto Ohlendorf (in primo piano), e Heinz Jost, imputati nel processo Einsatzgruppen

Nell'aprile del 1945 Jost fu arrestato a Gardelegen e accusato di omicidi commessi dall'Einsatzgruppe A.
Al processo (il 9° dei dodici processi convocati, noti come processi secondari di Norimberga), Jost cercò di evitare la responsabilità di questi crimini, sostenendo gli omicidi (o almeno alcuni di essi) avvenuti prima di assumere il comando dell'unità:
Questa difesa è stata respinta dal tribunale:
Jost affermò, tramite il suo avvocato, che qualsiasi cosa avesse fatto era giustificata da "autodifesa, necessità ed emergenza nazionale". Affermò inoltre di non avere nulla a che fare con l'esecuzione dell'ordine del Führer (Führerbefehl) per lo sterminio di intere popolazioni. Queste affermazioni furono respinte dal tribunale in quanto incompatibili tra loro:"Se, di fatto, l'imputato non ha commesso o approvato alcun atto che potesse essere interpretato né come crimine di guerra né come crimine contro l'umanità, l'argomento dell'auto-difesa e la necessità sono del tutto superflue». Jost testimoniò che quando nel maggio 1942 ricevette da Heydrich l'ordine di consegnare gli ebrei sotto i 16 anni e sopra i 32 anni per la liquidazione, mise l'ordine nella sua cassaforte e rifiutò di trasmetterlo.
Il tribunale ritenne che le prove lo contraddissero. Secondo il rapporto sullo stato delle Einsatzgruppen numero 193, datato 17 aprile 1942, ci fu un'esecuzione a Kovno, il 7 aprile, di 22 persone "tra cui 14 ebrei che avevano diffuso propaganda comunista".
In più, il tribunale ritenne che il 15 giugno 1942 uno dei subordinati di Jost scrisse all'RSHA, chiedendo l'invio di un gaswagen (utilizzato dall'Einsatzgruppen per le esecuzioni mediante asfissia da monossido di carbonio) e di altri tubi del gas per tre gaswagen. Jost negò di essere a conoscenza di questa lettera, ma ammise che il subordinato in questione aveva l'autorità per ordinare l'attrezzatura.
La sentenza fu rivista dal Peck Panel, nel 1951 Jost fu rilasciato dalla prigione di Landsberg. In seguito lavorò a Düsseldorf come agente immobiliare. Morì nel 1964 a Bensheim.

### Approfondimenti
- Earl, Hilary, The Nuremberg SS-Einsatzgruppen Trial, 1945–1958: Atrocity, Law, and History, Nipissing University, Ontario ISBN 978-0-521-45608-1
- Headland, Ronald, Messages of Murder: A Study of the Reports of the Einsatzgruppen of the Security Police and the Security Service, 1941–1943, Rutherford 1992 ISBN 0-8386-3418-4